# كيث بالارد
كيث بالارد (بالإنجليزية: Keith Ballard)‏ هو لاعب هوكي الجليد أمريكي، ولد في 26 نوفمبر 1982 في باوديت في الولايات المتحدة.

## وصلات خارجية
- كيث بالارد على موقع دوري الهوكي الوطني (الإنجليزية)
- كيث بالارد على موقع قاعة مشاهير الهوكي (لاعب أن.إتش.أل) (الإنجليزية)
- كيث بالارد على موقع EliteProspects.com (الإنجليزية)
- كيث بالارد على موقع HockeyDB.com (الإنجليزية)
- كيث بالارد على موقع Hockey-Reference.com (الإنجليزية)